# Roseburia cecicola
Roseburia cecicola es una especie de bacteria del género Roseburia. Fue descrita en el año 1983, es la especie tipo. Su etimología hace referencia al ciego del intestino. Se describe como gramnegativa, aunque posiblemente sea grampositiva como otras bacterias de la misma familia. Es anaerobia estricta y móvil por flagelación perítrica. Tiene un tamaño de 0,5 μm de ancho por 2,5-5 μm de largo. Crece individual o en parejas. Temperatura de crecimiento óptima de 37 °C. Forma colonias blancas, mucosas y circulares. Catalasa negativa. Se ha aislado de intestino de ratón y del intestino humano.